# فاتن محمود
فاتن عبد الرحمن محمود حمد البدراني، هي محامية عراقية ولدت سنة 1973، وحصلت على شهادة البكالوريوس في القانون سنة 1995.
شغلت منصب وزيرة الدولة لشؤون المرأة في مجلس الوزراء العراقي برئاسة نوري المالكي، وهي واحدة من خمس نساء في مجلس الوزراء. وقد كانت مرشحة عن جبهة التوافق.